# Sasa borealis
Sasa borealis är en gräsart som först beskrevs av Eduard Hackel, och fick sitt nu gällande namn av Tomitaro Makino och Keita Shibata. Sasa borealis ingår i släktet sasabambu, och familjen gräs. Inga underarter finns listade i Catalogue of Life.